# ریسک قانونی
ریسک قانونی (به انگلیسی: Legal risk) زمانی مطرح می‌شود که یک معامله از نظر قانونی قابل انجام نباشد. ریسک قانونی در کل با ریسک اعتباری مرتبط است زیرا طرفین معامله در صورت زیان در یک معامله به دنبال بستر قانونی برای زیر سؤال بردن اعتبار معامله می‌گردند.
این ریسک می‌تواند به صورت شکایت سهام‌داران علیه شرکتی که ضررده باشد ظاهر شود. ریسک‌های قانونی از طریق سیاست‌هایی که قسمت حقوقی مؤسسه با مشاوره مدیر ریسک و مدیریت سطح بالا اعمال می‌کند کنترل می‌شود. مؤسسات باید مطمئن باشند قراردادها با طرفین قابلیت اجرا دارد. با این حال وقتی پای زیان‌های بزرگ در میان باشد کشمکش‌های هزینه‌بر به وجود می‌آید زیرا منافع زیادی درگیر است.
ریسک قانونی که 'ریسک حقوقی' نیز نامیده می‌شود، یکی از ریسک‌های اثرگذار بر فعالیت شرکت‌ها است. دو عامل مهم در میزان ریسک حقوقی تأثیرگذار هستند. عامل اول ایجادکننده ریسک حقوقی، نوع و ساختار قوانین، روند قانونگذاری، و همچنین تغییرات قوانین می‌باشد. عامل دوم ایجادکننده ریسک حقوقی، روابط حقوقی بین بانک و اشخاص حقیقی و حقوقی مرتبط با بانک می‌باشد.